# Tongmjong kogurjói király

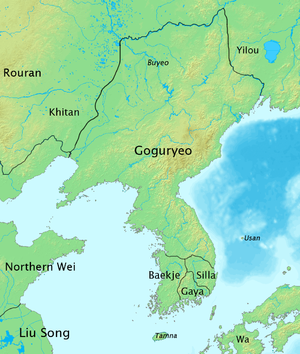
Kogurjo (Goguryeo) térképe

Ko Dzsumong (Go Jumong) (hangul: 고주몽, handzsa: 高朱蒙, RR: Go Jumong; i. e. 37 - i. e. 19), uralkodói nevén Tongmjong király (Dongmyeong-seongwang) (hangul: 동명성왕, Tongmjong-szongvang, handzsa: 東明聖王, RR: Dongmyeong-seongwang), a Kogurjo (Goguryeo) királyság alapítója és első királya. A Ko (Go) nemzetség ősatyjának tartják. A koreai történelem legendás alakja, személyét mítoszok övezik. Észak-Koreában rekonstruált sírja található Phenjanban, Dél-Koreában televíziós sorozatot forgattak róla.

## Történelmi források
Dzsumong (Jumong) a történetírás előtti időben élt, életét későbbi krónikák foglalták írásba. A legjelentősebb koreai források a három királyság (Kogurjo (Goguryeo), Silla és Pekcse (Baekje)) korszaka alatt keletkeztek: a Kim Busik (Kim Bu-sik) által 1145-ben elkészült Szamguk Szagi (Samguk sagi) („A három királyság története”) című krónika, illetve az Irjon (Iryeon) nevű buddhista szerzetes által készített 13. századi Szamguk jusza (Samguk yusa) („A három királyság emlékezete”) című krónika.
Az ősökről szóló legendákat további krónikákba is feljegyezték a korszak alatt, azonban ezek elpusztultak vagy csak töredékek állnak rendelkezésünkre.
Dzsumong (Jumong) életét kőoszlopokra is feljegyezték: 414-ben Kvanggetho (Gwanggeto) király tiszteletére emelt obeliszk, illetve a 4-5. századbeli Moduru pujói (buyeói) fejedelem számára állított kőoszlop mind alátámasztják létét. Ezek a kőbe vésett epigrafikus emlékek töredékesek, és a hivatalos történetírás életrajzaihoz állnak közelebb, mintsem mitológiai leíráshoz.
Koreai források mellett kínai történeti krónikákban is megjelenik alakja: a legjelentősebb a 6. századi Vej-su (Wei Shu) krónika.
Mítosza kedvelt témája volt a koreai irodalomnak is, erre a legjelentősebb példa a 13. században alkotó I Gjubo (I Gyu-bo) Tongmjong-vang (Dongmyeong-wang) című elbeszélő költeménye. Fontos megjegyezni, hogy ez a forrás nem maga a mítosz leírása, hanem a mítoszt alapul vevő adaptáció.

## Mitológia

### A koreai mitológia
Korea szerteágazó mitológiával rendelkezik, melyben a különböző nemzetek illetve vallások jelenségei is szinkretizálódtak. A mai néprajzkutatók a szorhva (seolhwa) (vagyis monda) kifejezést használják a népi próza összességének megjelölésére. Ebbe a kategóriába tartozik a mítosz is.
A koreai mítoszokat a következőképpen lehet csoportosítani:
- államalapítókról szóló mítosz (konguk sinhva (geonguk sinhwa))
- teremtésmítosz: lehet kozmogonikus, antropogonikus illetve etiologikus mítosz
- szellemekről szóló mítosz
- samanisztikus mítosz
- vallási mítosz

### ADzsumong(Jumong)-mítosz jellege
Ezek alapján a Dzsumong (Jumong)-mítosz tehát írott hagyománnyal bíró, alapító ősről szóló archaikus mítosz.
Az ókori Korea mitikus hősei félig történeti, félig legendás személyek, születésük és tevékenységük ideje kronologikusan rögzített (kínai császárok uralkodásának ciklusos számítása, vagy a koreai uralkodók évei által), az érintett terület pedig földrajzilag is jól behatárolható. Azonban ezek az időpontok az archaikus mítoszok kapcsán inkább a hagyomány által datált megjelölések, hiszen Korea legendás történetének idejére esnek. Az államalapítókat ezek ellenére valós személyeknek tekintik, akiket az utókor számos mitológiai tulajdonsággal ruházott fel.
Dzsumong (Jumong) mítosza egyben helyi mitologizált törzsi legenda, a koreai északi mítoszok egyike. Segítséget nyújt az ókori törzsek vándorlási útvonalának a megállapításában. A korai forrásokban még két külön személynek számított, a három királyság krónikáiban azonban már egyetlen szereplővé olvadt össze Dzsumong (Jumong) és Tongmjong (Dongmyeong) alakja – ez utóbbi pedig az államalapító posztumusz nevévé vált. Ez a mítoszkör többek közt Heburu (Haeburu) (해부루), Aranbul (아란불), Kumva (Geumwa) (금와), Hemoszu (해모수, Haemosu) és Juhva (유화, Yuhwa) mítoszát is magába foglalja.

### Dzsumong(Jumong)mítosza
A folyamisten leánya, Juhva (Yuhwa) az Egek Ura fiának, Hemoszu (Haemosu)nak volt a törvénytelen felesége, aki napsugárral ejtette teherbe a lányt. Később a jobb hónalján keresztül szült egy tojást. A tojástól féltek az emberek, így istállóba vetették, hogy a lovak összetapossák. Azonban a lovak nem ártottak a tojásnak. Ezt követően a hegyekbe vetették, a vadállatok pedig nemhogy nem bántották, de védelmezték a tojást, mely fölött még sugárnyaláb is ragyogott. Látva, hogy nem árthatnak neki, visszaadták édesanyjának. Ekkor a tojásból kikelt Dzsumong (Jumong).
Kezdetektől fogva különleges volt, már csecsemő korában is mesterien bánt az íjjal. Az egyik mese szerint egy légy körözött a szeme előtt, és mivel nem tudott tőle aludni, lelőtte, mikor az megpihent egy rokkán. Nem meglepő módon Dzsumong (Jumong) nevének jelentése pujói (buyeói) archaikus nyelven „íjászmester”. Íjásztudása mellett nagy testi erejével is kitűnt a társai közül. Erre példa, mikor fogadott atyja (Kumva (Geumwa), Kelet-Pujo (Buyeo) királya) fiai irigységből fához kötözték, ő azonban a fát kitépve kiszabadult. Ezt követően mostohatestvérei elhatározták, hogy meggyilkolják. Anyja figyelmeztetésére lovon dél felé menekült három barátjával együtt. Egy folyó került az útjába. A nevét megmondva s korbácsával a vízre csapva a halak és teknősök szorosan összerendeződve hidat alkottak, így Dzsumong (Jumong)ék el tudtak menekülni az üldözők elől. Később anyja galambok segítségével ötféle gabona magját küldte el neki. Dzsumong (Jumong) a galambokat megölte azért, hogy a magvakat kiszedhesse, de utána vízzel meghintve újra életre keltette azokat.
Csolbonszong (Jolbonseong)ba érkezve alapította meg fővárosát. I. e. 37-ben, Kapsin (Gapsin) évében végül 22 évesen lépett trónra, ezzel megalapítva Kogurjót (Goguryeót). A korábbi He (Hae) nemzetségnevét megváltoztatta a Ko (Go) névre, ezzel pedig a Ko (Go) nemzetség ősatyjává vált. A Ko (Go) magasságosat jelent, Dzsumong (Jumong) ezzel a Naptól való származására kívánt utalni. Uralkodása alatt a szomszédos országot is behódoltatta. További hozzákapcsolódó csoda, amikor a Sólyom-hágó fölött fekete fellegek eltakarták az eget, és olyan hang hallatszott, mintha ásnának. Amikor kitisztult az ég, a hágónál egy Dzsumong (Jumong)nak készített várost lehetett megpillantani. Tizenkilenc évnyi uralkodás után (i. e. 19) felemelkedett az égbe és nem tért vissza többet. Csak az ostorát hagyta hátra, amit eltemettek Sárkányvárnál . A trónt idősebbik fia, Juri (Yuri) örökölte. A második feleségétől származó fia, Ondzso (Onjo), Pekcse (Baekje) királyság alapítója lett i. e. 18-ban.

### Tongmjong(Dongmyeong)mítosza
Tongmjong (Dongmyeong) (nevének jelentése „keletről fényt hozó”), Pujo (Buyeo) állam alapítója a mitológiában.
A kínai császár egyik szolgálólánya teherbe esett a császár távollétében, aki haragra gerjedt és meg akarta ölni. Ám a lány azt mondta, hogy az égből alászállt tyúktojásnyi levegő ejtette teherbe. Később fiúgyermeknek adott életet, akit előbb disznóólba majd istállóba dobtak, de semmi baja nem esett. A császár ezután elismerte, hogy valóban égi származású lehet a gyermek, így visszaadta az anyjának és megparancsolta, hogy rabszolgává neveljék. Tongmjong (Dongmyeong) végül felcseperedett és megtanult bánni az íjjal. Tehenek és lovak legeltetése volt a feladata. A császár azonban félt tőle, így parancsba adta a megölését. Tongmjong (Dongmyeong) elmenekült délre, az útját viszont egy folyó állta el. Íjával a vízfelszínre csapva a halak és teknősök híddá rendeződtek, így átkelhetett a segítségükkel. Ezután megérkezett Pujóba (Buyeóba), várost alapított és uralkodni kezdett.
A Tongmjong (Dongmyeong)-mítosz idővel jelentős változásokon ment át és egy egész mítoszciklussá nőtte ki magát: Pujo (Buyeo), Kogurjo (Goguryeo) és Pekcse (Baekje) alapítása mind hozzá fűződik. A Dzsumong (Jumong)-mítosszal a 13. századra olvadt eggyé.

### A mítoszkör további alakjai

#### Juhva(Yuhwa)
Juhva (Yuhwa) (hangul: 유화, handzsa: 柳花, RR: Yuhwa) Habek (Habaek) folyamisten lánya, nevének jelentése fűzvirág. Kínai feljegyzések szerint az északi barbárok urának szolgálóleánya. Az égből alászállt levegőtől esett teherbe és fiúgyermeket szült (Dzsumong (Jumong)). A gyermek fogantatásáról és születéséről több változat is fennmaradt: tyúktojás alakjában alászállt az égből levegő (felhőcske), és tőle esett teherbe Juhva (Yuhwa). Egy másik népszerű történet szerint a napsugártól fogant meg, majd 5 sin (1 sin = 1,8 liter) nagyságú tojást szült. Ezek kombinációja a következő verzió: Juhva (Yuhwa) az Egek Ura fiának törvénytelen feleségeként napsugártól teherbe esve a hónalján keresztül szült tojást. A tojás sérthetetlen volt, az uralkodó nem tudott neki ártani. Az anyjának visszaadva viszont kikelt belőle a gyermek.
I Gjubo (I Gyu-bo) elbeszélő költeményében az Egek Urának fia, Hemoszu (Haemosu) elindul, hogy feleséget keressen magának, s trükkel megkaparintja Habek (Habaek) legidősebb lányát, Juhvát (Yuhwát). Habek (Habaek) kihívja párbajra Hemoszut (Haemosut), de veszít. A lakodalom után Hemoszu (Haemosu) visszatér az égbe, Habek (Habaek) viszont haragra gerjed Juhva (Yuhwa) iránt törvénytelen paráználkodás miatt: ajkait három hüvelyknyire nyújtja és egy folyóba száműzi a lányt. Halászok kifogják, ajkait levágják normális méretűre. Ezután kerül Kumvához (Geumwához), aki a szobájába zárja. Ott a napfénytől teherbe esve tojást szül. Halála után császárnői temetést és mauzóleumot kap Kumvától (Geumwától).

#### Kumva(Geumwa)
Kumva (Geumwa) (hangul: 금와, handzsa: 金蛙, RR: Geumwa) Heburu (Haeburu) király nevelt fia, akit egy tó partján találtak egy szikla alatt. Apja halála után Pujo (Buyeo) királya lett és hét gyermeke született. Az ő fogadott fia volt Dzsumong (Jumong).

#### Heburu(Haeburu)
Heburu (Haeburu) (hangul: 해부루, handzsa: 解夫婁, RR: HaeBuru) Pujo (Buyeo) királya, Habek (Habaek) lányának és Tangun (Dangun)nak a fia. Állítólag Dzsumong (Jumong) vértestvére. Heburu (Haeburu) nem tudott gyermeket nemzeni. Egyik útja során egy tóparti szikla alatt talált egy aranytestű kisfiút, akit Kumvának (Geumwának) nevezett el. Később Aranbul tanácsára áthelyezte központját, létrehozva Kelet-Pujót (Buyeót). Halála után Kumva (Geumwa) lépett a trónra.

#### Aranbul
Aranbul (hangul: 아란불, handzsa: 阿蘭弗, RR: Aranbul) Heburu (Haeburu) minisztere, kinek álmában megjelent az Egek Ura azzal az üzenettel, hogy a földre küldi unokáját, aki majd birodalmat fog alapítani Észak-Pujo (Buyeo) területén. Aranbul feladatává tette, hogy rávegye Heburu (Haeburu)t központjának áthelyezésére.

#### Hemoszu(Haemosu)
Hemoszu (Haemosu) (hangul: 해모수, handzsa: 解慕漱, RR: Hae Mo-su) az Egek Urának fia. Öt sárkány vontatta kocsin ereszkedett le az égből. Heburu (Haeburu) régi hazájában vette át az uralmat. Egyes verziók szerint ő Dzsumong (Jumong) édesapja.

### Párhuzamok a japán mitológiában
A japán mítoszokban Dzsumong (Jumong) alakjának Dzsinmu császár (kandzsi: 神武天皇, nyugaton: Jinmu) feleltethető meg.
Dzsinmu Japán mitikus államalapítója, az első császár a japán hagyományban. Dzsinmu Jamatóba tartó útján három szimbolikus állattal találkozott: egy tengeri teknőssel, amely a vizet és tengert jelképezi; egy medvével, ami a földet jelenti; és egy varjúval, mely az eget, vagyis a mennyet jeleníti meg. Dzsumong (Jumong) történetében is megtalálható ez a hármas állatszimbolika: a halak és teknősök a vizet, a hegyi vadállatok a földet, a galambok pedig az eget jelentik. Mindezek pedig jelentős hatással voltak az életükre: a kapcsolat a földdel, éggel és vízzel a háromosztatú világképet reprezentálja, mely szintek közt az állam uralkodói az akkori hiedelmeknek megfelelően egyfajta összekötői és közvetítői. Ezt jeleníti meg a „király” írásjele is: 王.
További párhuzam, hogy mindketten államalapító ősatyák, akik harcok során nyerték el a földterületeiket.

## Történelmi tények a mítosz mögött
A Dzsumong (Jumong)-mítosz legendás világa ellenére a királyt valódi személynek tekinthetik: i. e. 58-19 között élt, és i. e. 37-19 között regnált Kogurjo (Goguryeo) (i. e. 37 - i. sz. 688) alapítója és első uralkodójaként. Fia, Ondzso (Onjo), Pekcse (Baekje) alapítójaként szintén létező személy volt.
Dzsumong (Jumong) mítosza az uralkodói legitimitást szolgálja. Ennek oka, hogy egy államot alapító személy - különösen abban a korszakban - nem lehetett hétköznapi ember, hanem az isteni világ által elrendelt csodás személynek kellett lennie: a sámánista hit miatt az uralkodók egyfajta mediátori, közvetítő szerepet töltöttek be a szellemek és emberek világa között. Ennek köszönhető, hogy Dzsumong (Jumong) felmenői közt mitikus isteni lényeket találunk.
Egyes elemzések szerint a vezetéknév megváltoztatásának meséje is történelmi tényekhez köthető: Kogurjót (Goguryeót) két hatalommal rendelkező klán uralta, az egyik a He (Hae), a másik a Ko (Go) klán. Dzsumong (Jumong) eredendően a Ko (Go) nemzetség tagja volt. Hogy a két klán között egyensúly és béke jöjjön létre, Hemoszu (Haemosu) istent tették meg Dzsumong (Jumong) apjának, a történetet pedig elterjesztették az országban.

## Hagyománya, ábrázolása

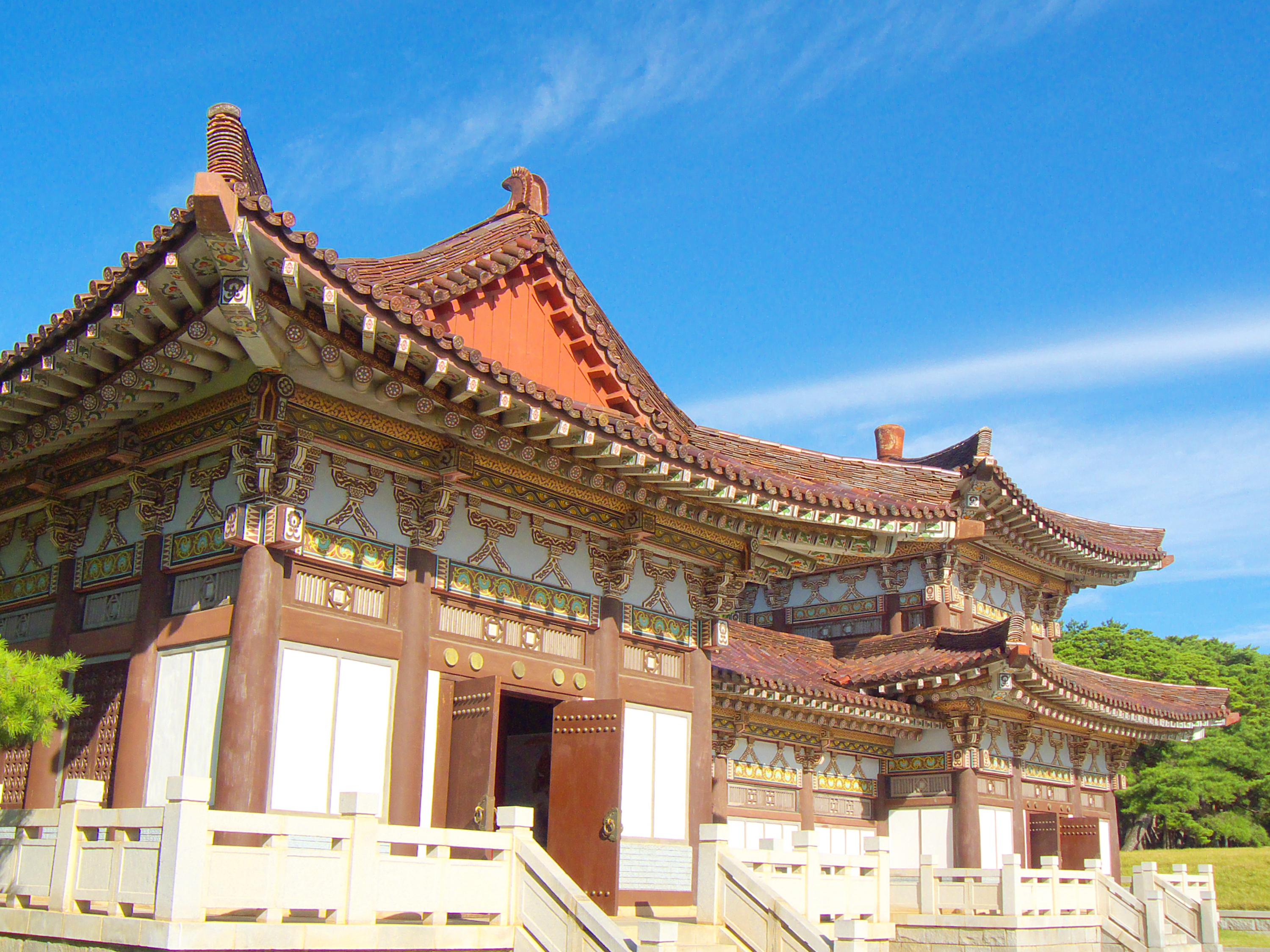
Dzsumong (Jumong) rekonstruált síremléke Phenjanban

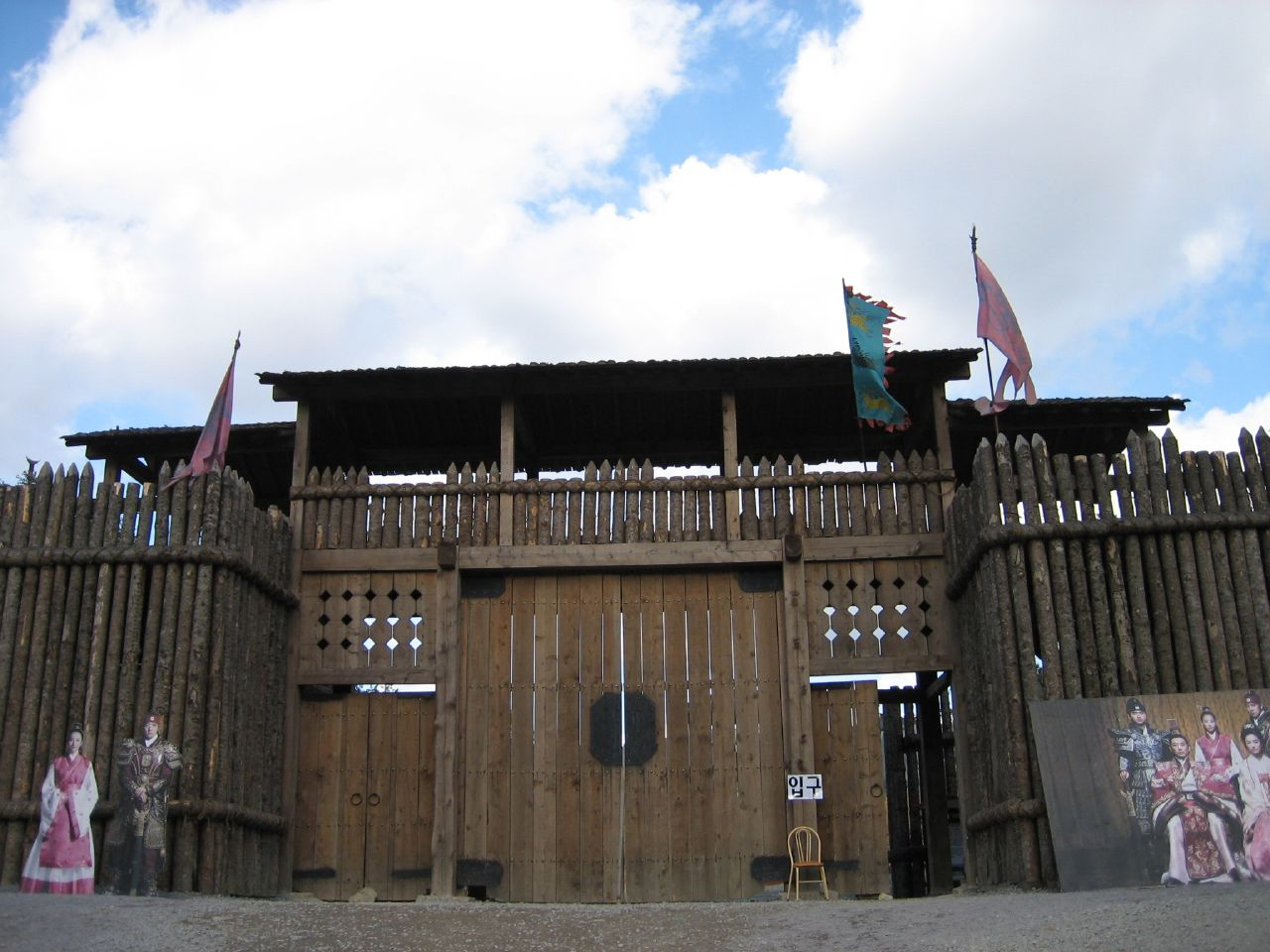
A tévésorozat számára épített kapudíszlet

A koreaiak Dzsumong (Jumong) örökségét nem feledve, a történelem során folyamatosan ápolták a hagyományát és tisztelegtek emléke előtt. Kogurjóban (Goguryeóban) az erős központosított állammá válás jegyében a 4-5. század alatt a buddhizmus államvallássá vált, és az alapító Dzsumong (Jumong) kultusza is jelentős szerepet kapott. A 6. században Dzsumong (Jumong) szellemének tiszteletére pagodát is emeltek. A korszak alatt az uralkodó társadalmi réteg részvételével a holdnaptár tizedik hónapjában állami szervezésű rituálét tartottak, melynek Tongmeng (Dongmaeng) a neve. Ekkor hímzett selymeket öltöttek, illetve arany és ezüst ékszerekkel ékesítették magukat. A rituálét a jó aratás köszöneteként rendezték. A Tongmeng (Dongmaeng)et más néven Tongmjongn (Dongmyeong)ak hívták. Ennek az az oka, hogy tőle származtatják a rituálét. Dzsumong (Jumong) kultusza a középkor alatt is virágzott: a Korjo (Goryeo) királyság idején (10-14. század), mint ősatya gondoltak rá.
Észak-Korea Dzsumong (Jumong)ot a felmenőjének tekinti és nagy becsben tartja. Életét politikai okok és a propaganda miatt sokkal korábbra datálja: Kim Dzsongil (Kim Jong-il) vezető 1964-ben egy dolgozatában i. e. 277-re tette az állam alapításának idejét (eredetileg i. e. 37). E mögött az áll, hogy a mai KNDK területén létezett Kogurjónak (Goguryeónak) régebbi eredettel, és így nagyobb presztízzsel kell rendelkeznie, mint a Dél-Korea felmenőjének tartott Silla királyságnak, amit i. e. 57-ben alapítottak. Dzsumong (Jumong) sírját később rekonstruálták Phenjanban, s 2004-ben az UNESCO világörökség része lett.
Dél-Korea többek közt az életét népszerűsítő történelmi sorozattal emlékezett meg róla, személyét újra a köztudatba emelve. Az MBC által készített 81 részes, nagy sikerű sorozatot 2006 és 2007 között sugározták, Csumong (Jumong) (teljes címen: A három Han könyve: Dzsumong (Jumong) fejezete) címmel. Ez volt az első olyan sorozat, amely a Kogurjo (Goguryeo)-korszakról készült. Közel hárommilliárd von (won)ba került az elkészítése. A forgatási helyszíneket gyakran ötezer turista is látogatja naponta.
A modern időkben bélyegeken is feltűnik az alakja.